# Пермские медведи
«Пермские медведи» — российский гандбольный клуб из Перми. Основан в 1999 году. В Суперлиге выступает с 2009 года. Четырёхкратный призёр чемпионатов России, обладатель Кубка России (2013/14). Домашние игры «Пермских медведей» проходят в спортивном комплексе им. В. П. Сухарева или в ДС «Красава».

## История
Предшественником «Пермских медведей» является Пермский гандбольный клуб, созданный в 1993 году на базе факультета физвоспитания Пермского педагогического института. Команда выступала в юношеском первенстве России и держалась только на энтузиазме её создателей — Алексея Дмитриевича Никифорова (президент клуба) и тренера Игоря Валерьевича Пастухова. Попытки организовать профессиональный клуб оставались безрезультатными вплоть до 1999 года, когда при участии Владимира Александровича Нелюбина, президента клуба спортивных единоборств «Пермские медведи», гандбольная команда, получившая такое же название, была допущена к участию в высшей лиге чемпионата России.
В своём дебютном сезоне молодые воспитанники Игоря Пастухова заняли 23-е место среди 25 участвовавших команд. С каждым годом результаты «Пермских медведей» улучшались, а после того как в сезоне-2003/04 коллектив занял 4-е место в высшей лиге, перед ним была поставлена задача по выходу в суперлигу. С 2005 по 2008 год пермяки неизменно становились участниками переходных турниров, имели реальные шансы пробиться в суперлигу, но каждый раз удача от команды отворачивалась. Наконец, в чемпионате высшей лиги-2008/09 долгожданный и заслуженный успех пришёл: из 26 матчей «Пермские медведи» проиграли только один, уверенно заняли первое место и напрямую, минуя переходный турнир, завоевали право на повышение в классе.
Немалую роль в этом достижении сыграли двукратный олимпийский чемпион Александр Тучкин, в январе 2009 года ставший президентом клуба, и его партнёр по золотой сборной Сиднея-2000 46-летний вратарь Павел Сукосян. Появление такого маститого игрока в клубе высшей лиги стало уникальным для российского гандбола прецедентом; в каждой игре Павел проявлял не только высочайшее мастерство, но и был лидером коллектива, примером для молодых игроков. Восхождение «Пермских медведей» также было связано с именами основного разыгрывающего и «старожила» команды Андрея Лазнева, капитана коллектива левого крайнего Владислава Волкова и местных воспитанников Ильи Пастухова, Артёма Иунина, Павла Рыжова. Дальнейшая подготовка собственных резервов была названа приоритетным направлением деятельности клуба. В соответствии с требованиями суперлиги был реконструирован манеж «Спартак».
В межсезонье перед дебютом в сильнейшем дивизионе костяк команды в основном сохранился. Вместо перешедшего в «Сунгуль» Павла Сукосяна был приглашён Евгений Титов из «Чеховских медведей», а вторым вратарём команды стал Андрей Голубев, ранее игравший в «Заре Каспия». Были подписаны контракты с ещё пятью новичками: Денисом Степановым и Сергеем Писаренко из ахтубинского «Авиатора», Юрием Педосом из киевского «СКИФ-Явира» и двумя игроками астраханского «Университета-Автодора» — Кириллом Борщевским и Евгением Дмитриевым; последний стал капитаном команды. «Пермские медведи» были нацелены на попадание в плей-офф, но турнир получился очень сложным. Команде пришлось пережить тяжелейшую трагедию: в ночь на 5 декабря 2009 года ведущие игроки «Пермских медведей» — разыгрывающий Андрей Лазнев и правый крайний Александр Константинов — активно участвуя в спасении людей, стали жертвами пожара в пермском клубе «Хромая лошадь». Врачам не удалось спасти их жизни, через несколько дней Андрей умер в НИИ имени Джаделидзе Санкт-Петербурга, Александра не стало в московском НИИ Склифосовского. В команду были приглашены Виталий Неница и Олег Георгиевский, ранее выступавшие в кишинёвском «Олимпусе-85» и бакинском «Динамо-Баку» соответственно. По итогам регулярного чемпионата пермякам не хватило всего трёх очков до заветного 8-го места, но подопечные Игоря Пастухова смогли создать необходимый задел для участия в турнире за выживание, где сохранили десятую позицию и, следовательно, прописку в суперлиге.
В июле 2010 года в тренерский штаб «Пермских медведей» был приглашён Лев Воронин. По итогам предварительного этапа чемпионата России-2010/11 команда заняла 7-е место, после чего одержала победу в домашнем матче четвертьфинальной серии над будущим серебряным призёром — петербургской командой «Университет Лесгафта-Нева». Проиграв обе ответные игры в Санкт-Петербурге, пермяки в классификационных матчах уступили «Заре Каспия», но оказались сильнее челябинского «Локомотива» в серии за 7-е место. В сезоне 2012/13 годов команда повторила прошлогодний результат в чемпионате России, а также стала участником «Финала четырёх» Кубка страны, где выиграла у «Локомотива» и уступила «Чеховским медведям», заняв 2-е место и получив право представлять страну в еврокубках.
8 сентября 2012 года «Пермские медведи» провели первый в своей истории матч в розыгрыше Кубка Европы. В этом турнире команда дошла до третьего квалификационного раунда, где по сумме двух матчей проиграла датскому «Колдингу». В национальном первенстве пермяки претендовали на медали, но после поражений в полуфинале от «Чеховский медведей» проиграли в серии за бронзу краснодарскому СКИФу.
Летом 2013 года бессменный наставник «Пермских медведей» Игорь Пастухов перешёл на работу с командами резерва, а в должности главного тренера был утверждён Лев Воронин. Контракты с клубом подписали Самвел Асланян из «Чеховских медведей», игрок фарм-команды многократных чемпионов России Игорь Сорока, разыгрывающий Дмитрий Макаров из «Каустика», опытные вратари Игорь Лёвшин и Николай Сорокин; покинули Пермь Андрей Голубев, Юрий Андреев, Евгений Дмитриев. 6 сентября 2013 года в первом матче нового чемпионата страны подопечные Льва Воронина нанесли поражение «Чеховским медведям», ставшее для подмосковных гандболистов первым с декабря 2003 года. В мае 2014 года на домашнем «Финале четырёх» Кубка России пермяки снова обыграли своих подмосковных тёзок, после чего в решающем матче одержали победу над петербургской «Невой» — 28:26, которая, однако, взяла реванш в полуфинале чемпионата страны. В борьбе за бронзовые медали национального первенства «Пермские медведи» выиграли серию у волгоградского «Каустика».
В сезоне-2014/15 «Пермские медведи», в целом сохранив свой состав (покинул команду только Евгений Семёнов, а пополнили Дмитрий Богданов и Сергей Дементьев), впервые стали серебряными призёрами чемпионата России. Летом 2015 года из-за финансовых проблем клуб не смог усилиться новыми игроками, а в январе следующего года из команды ушли сразу 6 гандболистов — правые полусредние Самвел Асланян и Сергей Дементьев, правый крайний Кирилл Воронин, линейный Дмитрий Чистобаев, левый крайний Игорь Сорока и вратарь Николай Сорокин. Несмотря на значительные потери, подопечные Льва Воронина в сезоне-2015/16 вновь завоевали серебро российской суперлиги. Трёхкратными призёрами национальных чемпионатов в составе «Пермских медведей» стали вратарь Александр Попов, крайние Алексей Шиндин и Денис Степанов, полусредние Валентин Бузмаков и Юрий Орлов, линейные Павел Максимов и Роман Цокол, разыгрывающий Дмитрий Макаров. После завершения чемпионата клуб покинули главный тренер Лев Воронин и большинство игроков.
В сезоне-2016/17 из игроков прошлогоднего состава выступления за «Медведей» продолжили только Роман Цокол, Денис Степанов, Алексей Шиндин, Дмитрий Холмов и Валентин Бузмаков, ставший играющим тренером команды. Пополнили коллектив Илья Гутник и Юрий Пищухин из астраханского «Динамо», в основной состав были переведены игроки дубля. Из-за финансовых трудностей «Пермские медведи» отказались от участия в Лиге чемпионов и находились под угрозой снятия с чемпионата России. По итогам сезона команда заняла 8-е место в суперлиге.

## Символика

### Клубные цвета
| Красный | Чёрный | Белый |

## Результаты выступлений
| 2000—2001 | 23 |
| 2001—2002 | 13 |
| 2002—2003 | 5  |
| 2003—2004 | 4  |
| 2004—2005 | 3  |
| 2005—2006 | 2  |
| 2006—2007 | 2  |
| 2007—2008 | 3  |
| 2008—2009 | 1  |

| 2009—2010 | 8  | 1 | 19 | 10 |
| 2010—2011 | 14 | 1 | 16 | 7  |
| 2011—2012 | 11 | 0 | 17 | 7  |
| 2012—2013 | 14 | 3 | 12 | 4  |
| 2013—2014 | 21 | 3 | 5  | 3  |
| 2014—2015 | 21 | 3 | 6  | 2  |
| 2015—2016 | 25 | 4 | 5  | 2  |
| 2016—2017 | 9  | 1 | 18 | 8  |
| 2017—2018 | 14 | 2 | 12 | 5  |
| 2018—2019 | 10 | 2 | 10 | 7  |
| 2019—2020 | 10 | 0 | 12 | 7  |
| 2020—2021 | 17 | 1 | 6  | 5  |
| 2021—2022 | 15 | 1 | 6  | 4  |
| 2022—2023 | 14 | 3 | 3  | 2  |
| 2023—2024 | 12 | 3 | 7  | 4  |

| 2009—2010 | 1/4        |
| 2010—2011 | 1/4        |
| 2011—2012 | Финалист   |
| 2012—2013 | 1/4        |
| 2013—2014 | Победитель |
| 2014—2015 | 3 место    |
| 2015—2016 | 1/4        |
| 2016—2017 | 1/8        |
| 2017—2018 | 1/8        |
| 2018—2019 | 1/8        |
| 2019—2020 | 3 место    |
| 2020—2021 | 1/4        |
| 2021—2022 | 1/4        |
| 2022—2023 | Финалист   |
| 2023—2024 | Финалист   |
| 2024—2025 | 1/4        |

| 2014 | Финалист |
| 2024 | Финалист |

| 2022—2023 | 4 место |
| 2023—2024 | 1/4     |
| 2024—2025 | 1/4     |

## Команда

### Основной состав
| Номер         | Имя               | Страна   | Дата рождения             |
| Вратари       | Вратари           | Вратари  | Вратари                   |
| ------------- | ----------------- | -------- | ------------------------- |
| 86            | Дьяченко Андрей   | Россия   | 15 сентября 1986 (38 лет) |
| 96            | Юрча Станислав    | Беларусь | 15 ноября 1999 (25 лет)   |
| Разыгрывающий |                   |          |                           |
| 72            | Афонин Денис      | Россия   | 29 марта 1995 (30 лет)    |
| 10            | Болотин Сергей    | Россия   | 9 апреля 1996 (29 лет)    |
| Полусредний   |                   |          |                           |
| 9             | Пономарев Артем   | Россия   | 29 октября 1992 (32 года) |
| 99            | Свистунов Дмитрий | Россия   | 3 июля 1996 (29 лет)      |
| 23            | Ухваркин Арсений  | Россия   | 27 июня 1996 (29 лет)     |
| 98            | Каменев Никита    | Россия   | 14 апреля 1998 (27 лет)   |
| Крайний       |                   |          |                           |
| 31            | Ковалев Ян        | Россия   | 14 октября 1993 (31 год)  |
| 47            | Воронин Кирилл    | Россия   | 23 мая 1989 (36 лет)      |
| 24            | Синицын Александр | Россия   | 13 марта 1997 (28 лет)    |
| 34            | Калашников Роман  | Россия   | 30 апреля 2002 (23 года)  |
| 76            | Волхонский Андрей | Россия   | 12 августа 2006 (18 лет)  |
| Линейный      |                   |          |                           |
| 13            | Рябов Илья        | Россия   | 12 апреля 1997 (28 лет)   |
| 21            | Фирсов Иван       | Россия   | 28 декабря 1995 (29 лет)  |
| 11            | Тюрин Андрей      | Россия   | 31 июля 2003 (21 год)     |
| 42            | Сельвесюк Артем   | Беларусь | 8 декабря 1992 (32 года)  |

### Тренерский Штаб
| Должность                                  | Имя                           | Страна | Дата рождения              |
| ------------------------------------------ | ----------------------------- | ------ | -------------------------- |
| Главный тренер                             | Бузмаков Валентин Игоревич    | Россия | 17 апреля 1985 (40 лет)    |
| Тренер                                     | Степанов Евгений Владимирович | Россия | 22 сентября 1982 (42 года) |
| Тренер вратарей                            | Кузьмин Максим Сергеевич      | Россия | 21 июля 1979 (45 лет)      |
| Тренер ОФП                                 | Антонян Армен Валерович       |        | 25 ноября                  |
| Главный тренер Пермские Медведи — Академия | Одинцов Максим Юрьевич        | Россия | 9 августа 1985 (39 лет)    |
| Тренер Пермские Медведи — Академия         | Кузьмин Сергей Сергеевич      | Россия | 2 февраля 1988 (37 лет)    |
| Врач                                       | Малиновский Артур Анатольевич | Россия | 10 сентября 1973 (51 год)  |
| Массажист                                  | Чучумов Дмитрий Юрьевич       | Россия | 4 февраля 1975 (50 лет)    |

## Арена
- СК им. В. П. Сухарева (Пермь, шоссе Космонавтов, 158а) вмещает 2100 зрителей.
- ДС «Красава» (с. Кондратово, ул. Карла Маркса, 1Б) вмещает 1100 зрителей.